# Trung thể
Trung thể là một trung tâm tổ chức các ống vi thể (microtubule organizing center-MTOC) chính cũng như là bào quan điều hòa tiến trình phân bào. Nó được tìm thấy vào năm 1888 bởi Theodor Boveri và được miêu tả như là một "cơ quan đặc biệt của phân bào". Mặc dù trung tử giữ vai trò chủ chốt khi phân chia, nhưng theo những nghiên cứu gần đây thì có vẻ như nó không còn cần thiết.
Trung thể là sự kết hợp của hai trung tử nằm vuông góc nhưng không chạm nhau và xung quanh có các chất vô định hình (PMC). Mỗi trung tử gồm 9 mặt, mỗi mặt có 3 ống vi thể chạy dọc giống như cấu trúc của guồng quay khung cửi.
Tế bào có nhân chuẩn cao cấp sở hữu một trung thể. Vi khuẩn men bia có một thể hình thoi, được xem như là trung thể. Tế bào thực vật hạt kín điển hình không có trung thể nhưng có một số các trung tâm tổ chức các ống vi thể.

## Vai trò
Trung thể thường kết hợp với nhân trong suốt gian kỳ của phân bào. Khi đó, màng nhân tan đi và các ống vi thể của trung thể có thể tương tác với nhiễm sắc thể để tạo thoi phân bào
Trung thể sẽ nhân đôi một lần duy nhất ở mỗi lần phân bào nên mỗi trung thể con nhận một trung tử từ trung thể mẹ, một chiếc mới. Trung thể tái tạo lại ở pha S của phân bào. Trong suốt pha trước của phân bào, mỗi trung thể di chuyển tới 2 cực khác nhau của tế bào. Sau đó, thoi vô sắc được hình thành giữa 2 trung thể. Số lượng trung thể khác thường cũng có mối liên hệ đến bệnh ung thư.

## Hình ảnh